# Fuen-Vich
Fuen-Vich és una pedania del municipi valencià de Requena (Plana d'Utiel). El 2009 tenia 3 habitants.
Situada a una petita vall de la Serra de Martés drenada per la rambla de Juan Vich, a escassos quilòmetres a l'est del nucli de los Pedrones. S'arriba des de Requena per la carretera nacional N-330 i una vegada arribat a los Pedrones prenent la carretera local CV-332.
Consta de dos barris, el Barrio de Arriba i el Barrio de Abajo, a mig quilòmetre un de l'altre.